# 네우송 루이스 케르슈네르
네우송 루이스 케르슈네르 (1962년 12월 31일 ~ )는 브라질의 전 축구 선수이다.

## 통계
| 브라질 | 브라질 | 브라질 |
| 연도   | 출전   | 골     |
| ------ | ------ | ------ |
| 1987   | 11     | 1      |
| 1988   | 4      | 0      |
| 1989   | 1      | 0      |
| 1990   | 1      | 0      |
| 합계   | 17     | 1      |